# Emmanuelle Friedmann
 (septembre 2014).
Emmanuelle Friedmann est une écrivaine et journaliste française née à Paris.

## Biographie
Titulaire d’un DEA d’histoire économique et sociale, elle est journaliste (culture, société, environnement) pour plusieurs journaux et magazines.

## Œuvres
Elle est l'auteure de : 
- Tu m'envoies un mail?, Editions Privé, 2010
- Le Rêveur des Halles, Calmann-Levy, 2012 [1]
- Trouver1logement.com, J'ai lu, 2012 [2]
- La Dynastie des Chevallier, Calmann-Levy, 2013 [3]
- L’Orphelinat, (Calmann-Levy, 2015) [4]
- La Faute des Autres, (Calmann-Levy, 2017) [5]
- Vis ma vie avec un utérus, (Pygmalion, 2019) [6]
- Le Cyberharcelment, (Pygmalion, 2019) [7]
- Jacques l'enfant caché, (Presses de la Cité, 2020) [8]
- Elle a fait un bébé toute seule , (Marabulles, 2022) [9]
- Maman Solo , (Soleil, 2024) [10]
- La tête dans les nuages , (Soleil, 2025) [10]

## Distinction
- 2012 : Le Prix spécial du Jury de la ville de Mennecy pour Le Rêveur des Halles[11]